# توبیاس منزیس
 توبیاس منزیس (انگلیسی: Tobias Menzies؛ زادهٔ ۷ مارس ۱۹۷۴) یک هنرپیشه است. وی از سال ۲۰۰۰ میلادی تاکنون مشغول فعالیت بوده‌است.
او در فیلم جهان زیرین: جنگ‌های خونین و همین طور در مجموعه تلویزیونی جک‌بوتس در وایتهال، غریبه و رم در نقش فرانک رندال و بلک جک رندال از شبکه Starz و همچنین در سریال بازی تاج‌وتخت هنرنمایی کرده‌است.